# ميخائيل غيليت
ميخائيل غيليت (بالإنجليزية: Michael Gillett)‏ هو لاعب دوري الرغبي أسترالي، ولد في 10 أبريل 1973.